# Pine Gap

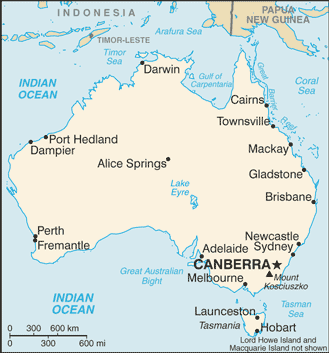
Pine Gap è poco più ad ovest di Alice Springs, quasi al centro dell'Australia.

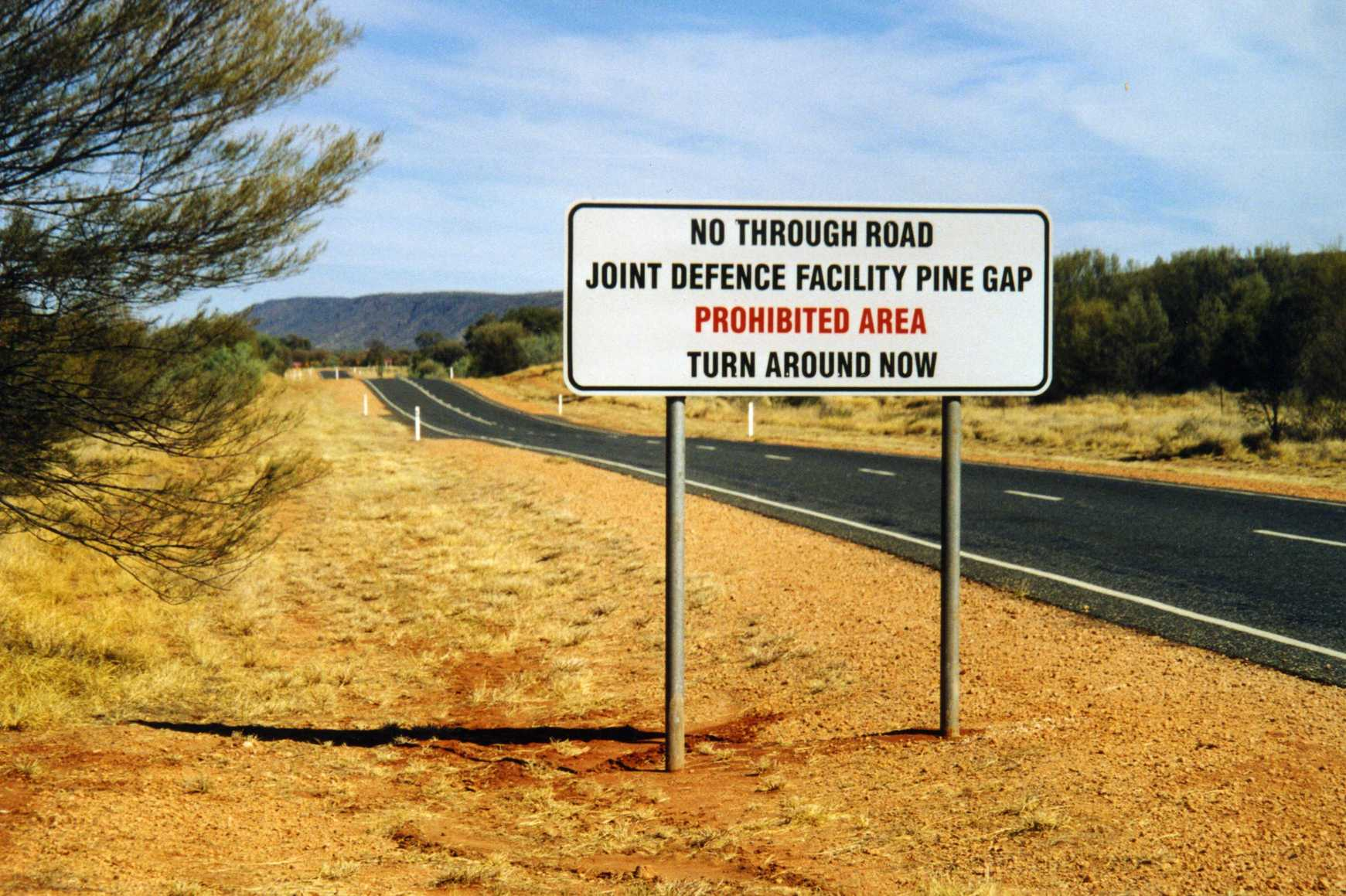
Cartello di avvertimento nei pressi della base

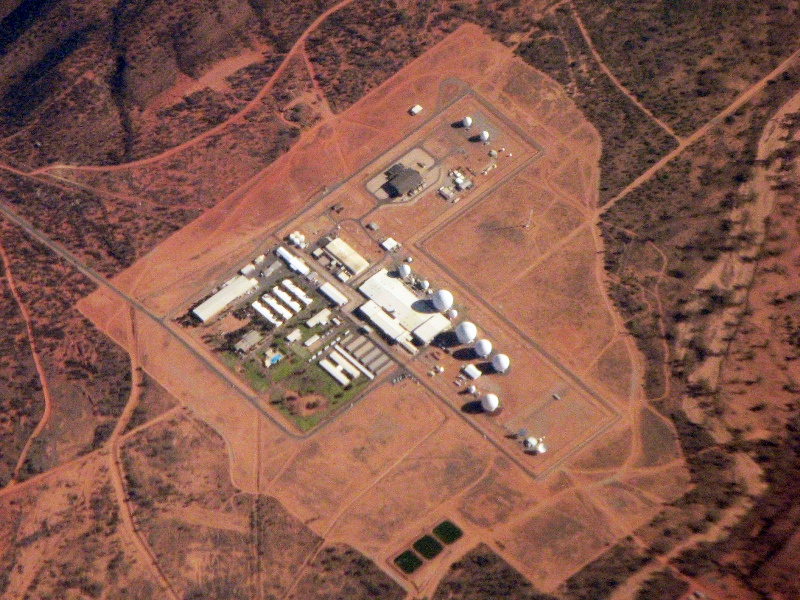
Vista aerea della base.

Pine Gap è il nome usato comunemente per riferirsi ad una stazione di tracciamento satellitare a 23.799° S, 133.737° E, sud-ovest della città di Alice Springs, nel cuore dell'Australia, una base mantenuta in esercizio dagli Stati Uniti d'America. Consiste di un grande complesso di computer, con otto antenne protette da radome, ed ha circa 800 addetti. La sua denominazione ufficiale è Joint Defence Facility Pine Gap. È ritenuta una delle più grandi basi terrestri di ECHELON, e - tanto per l'aspetto esterno, quanto per l'operatività - può essere paragonata alle strutture di SIGINT di Buckley Air Force Base, Colorado e Menwith Hill, Regno Unito. Si pensa che il personale americano che vi presta servizio appartenga per lo più alla National Security Agency, ad agenzie di intelligence minori, ed alla CIA. Per gli australiani, l'agenzia coinvolta è il Defence Signals Directorate (DSD). In effetti questa base è frutto degli accordi UKUSA, che hanno le loro radici nelle attività di intelligence elettronica della seconda guerra mondiale.
Benché buona parte delle attività sia coperta da segreto, si sa comunque che Pine Gap è coinvolta in molte operazioni con satelliti militari, e di conseguenza la base è talora teatro di manifestazioni di protesta, da ultimo in occasione della guerra in Afghanistan.

## Il Rapporto Ball
Nel 1999, anche a fronte del rifiuto governativo a fornire al Senato australiano informazioni sulla base, il professore universitario Des Ball - esperto di intelligence - ricevette l'incarico di tracciare un profilo di Pine Gap. Secondo il professore citato, da quando (9 dicembre 1966) i governi di Australia e Stati Uniti hanno sottoscritto il trattato di Pine Gap, le originarie due antenne erano divenute circa una ventina nel 1999; Il personale impiegato ha avuto la seguente evoluzione numerica: 400 unità negli anni 1970, 600 negli anni 1990, ed oggi sono verosimilmente un migliaio. La maggior espansione si è registrata durante la Guerra fredda.
Ha descritto Pine Gap come la struttura, condotta dalla CIA, di controllo da terra ed elaborazione delle informazioni trasmesse dai satelliti geosincroni impegnati nella raccolta di intelligence "SIGINT", delineando quattro categorie di segnali raccolti:
- telemetria per sorvegliare lo sviluppo di armi avanzate, come ad esempio missili balistici, usata per la verificare l'effettività degli accordi di non proliferazione;
- segnali per radar contraerei;
- trasmissioni rivolte ai satelliti delle comunicazioni
- emissioni di microonde, come le chiamate telefoniche di lunga distanza.

Secondo Ball, l'area operativa contiene tre sezioni - dalle quali gli australiani erano esclusi fino al 1980:
- Satellite Station Keeping Section
- Signals Processing Station
- Signals Analysis Section

Ora gli australiani sono ufficialmente esclusi solo dalla National Cryptographic Room (analogamente, gli statunitensi sono esclusi dall'Australian Cryptographic Room). Quotidianamente si riunisce il Joint Reconnaissance Schedule Committee  per determinare che cosa sorveglieranno i satelliti nelle 24 ore successive.
Con la chiusura di Nurrungar, Pine Gap è divenuta la stazione di controllo dell'USAF preposta al Defense Support Program (vigilanza sull'emissione di calore da parte di missili: il primissimo "sensore di allarme" per lanci di missili balistici).

## Proteste
- Nel 1986, oltre 300 donne che pretendevano di essere Karen Silkwood[2] furono arrestate e rilasciate senza accuse dopo essere entrate in Pine Gap.[3]
- Nel 2002, mezzo migliaio di persone (tra cui alcuni politici) protestarono fuori dei cancelli di Pine Gap. Contestavano l'uso della base nell'imminente guerra dell'Iraq, e nella difesa missilistica, con massiccia presenza di polizia. Alcuni furono arrestati dopo un tafferuglio con le forze dell'ordine.
- Nel dicembre 2005, sei membri del gruppo Christians Against All Terrorism[4] inscenarono una protesta fuori di Pine Gap. Quattro di loro poi penetrarono nella struttura, e furono arrestati. Il loro processo iniziò il 3 ottobre 2006, e fu il primo caso di applicazione del Defence (Special Undertakings) Act 1952 australiano.[5]
- Nel giugno 2007 i predetti quattro furono condannati ad un'ammenda di 3250 $ dalla Northern Territory Supreme Court  con la possibilità di essere sottoposti alla reclusione per sette anni. Il procuratore del Commonwealth appellò la decisione, lamentando la "manifesta inadeguatezza della sentenza". I "quattro di Pine Gap" appellarono a loro volta, nell'intento di veder annullate le proprie condanne.
- Nel febbraio 2008 i quattro vinsero l'appello, e furono quindi prosciolti. I giudici che esaminarono l'impugnazione conclusero che si era verificato un "aborto della giustizia", perché i quattro non avevano avuto la possibilità di sostenere di fronte ad una giuria che Pine Gap non era una "struttura difensiva" per l'Australia.

## Nei Media
"Pine Gap" è una serie televisiva australiana trasmessa sul canale ABC dal 14 ottobre 2018.[1] La serie, scritta e ideata da Greg Haddrick e Felicity Packard, è composta da sei episodi diretti da Mat King e prodotta da Screentime. In Italia è stata interamente pubblicata su Netflix il 7 dicembre 2018.
Nel romanzo di Tom Clancy Rainbow Six i membri di Rainbow, dopo aver catturato uno degli ecoterroristi che doveva compiere un attentato a Sydney durante le Olimpiadi, decollano dalla base aerea di Alice Springs, vicina ad "una base di intelligence elettronica statunitense" che è ovviamente Pine Gap.